# لويجي بيرانديلو
العنوان (بالإيطالية: Luigi Pirandello)‏(أغريجنتو، 28 يونيو 1867-روما، 10 ديسمبر 1936) كاتب ومسرحي وشاعر إيطالي، حصل على جائزة نوبل للآداب عام 1934.

## السيرة الذاتية

### العائلة

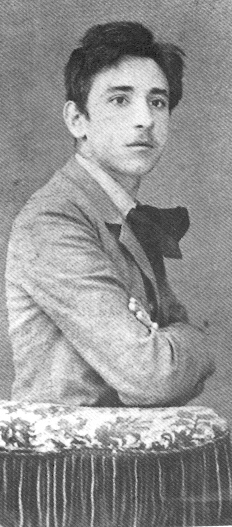
بيرانديللو في عام 1884.

بيرانديلو، ابن ستيفانو وكاترينا ريتشي جراميتو من أسرة ثرية تنتمي إلى الطبقة البرجوازية، ولد في عام 1867 في مقاطعة كاڤسوس في جيرجينتي (أغريجنتو).
قبل ولادته بفترة قصيرة ضرب جزيرة صقلية وباء الكوليرا مما إضطر والده لنقل العائلة لمكان معزول بعيدا عن المدينة إلى القرية التي تسمى الآن بورتو امبيدوكلي.
شارك ستيفانو بيرانديلو، بين 1860 و1862 شركات جاريبالديان؛ وفي عام 1863 تزوج كاترين، أخت صديقه روكو ريتشي جراميتو.
جده لأمه كويس ريتشي جراميتو: كان من بين الزعماء البارزين لثورة صقلية عام 1848-1849 أُستثنيا من العفو العام بالعودة إلى البوربون ففر إلى مالطا حيث توفي بعدها بعام في عام1850، عن عمر 46 عاماً فقط.
جده لأبيه، أندريا، مالك لسفينة ورجل أعمال ثري.
كانت أسرة بيرانديلو تعيش في وضع اقتصادي مريح بفضل التجارة استخراج الكبريت.

### طفولته

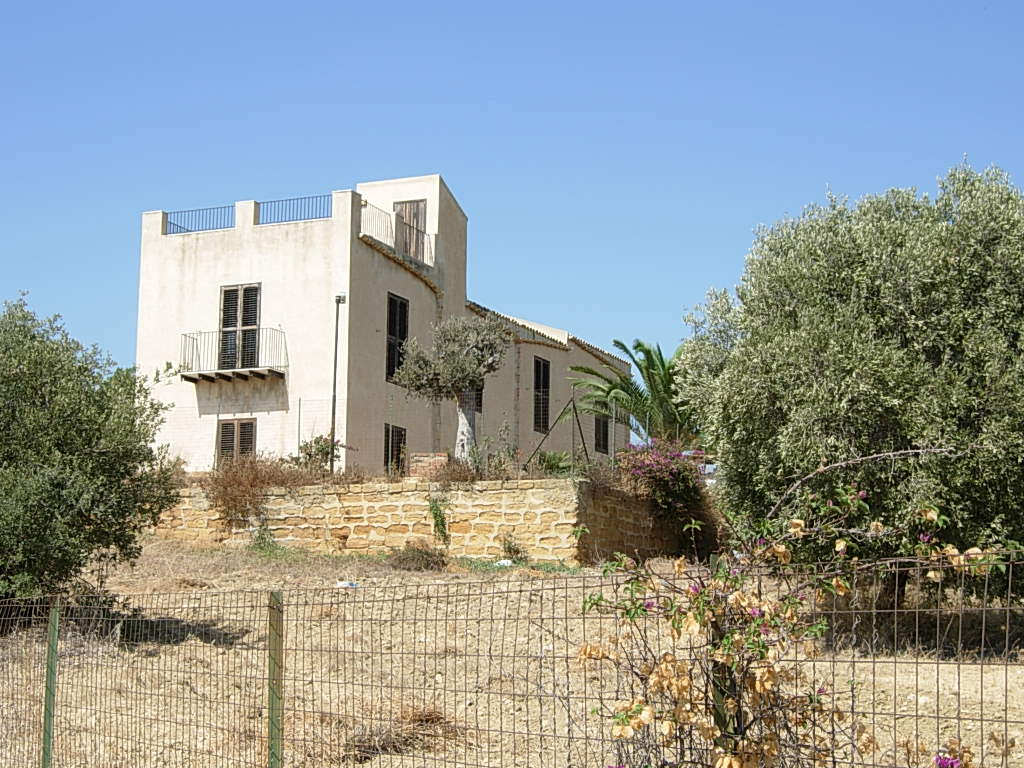
منزل بيرانديلو في مسقط رأسه في مدينة كاوس

## مؤلفاته
من بواكير كتابات بيراندللو بحثه في اللهجة المحلية لمسقط رأسه (مدينة جيرجنتي Girgenti بصقلية) عام 1891. كتب بيراندللو القصة القصيرة والمسرحية، ولكن كتاباته المسرحية (التي نشرت بين عامي 1918 و1936) كانت هي نقطة تميزه الحقيقية، ومن أشهرها:
- ستة شخصيات تبحث عن مؤلف ) (1921 (بالإيطالية: Sei personaggi in cerca d'autore)
- هنري الرابع 1922 (بالإيطالية: Enrico IV)
- الحياة التي منحتك إياها 1924 (بالإيطالية: La vita che ti diedi)

## روابط خارجية
- لويجي بيرانديلو على موقع IMDb (الإنجليزية)
- لويجي بيرانديلو على موقع الموسوعة البريطانية (الإنجليزية)
- لويجي بيرانديلو على موقع ألو سيني (الفرنسية)
- لويجي بيرانديلو على موقع ميوزك برينز (الإنجليزية)
- لويجي بيرانديلو على موقع أول موفي (الإنجليزية)
- لويجي بيرانديلو على موقع قاعدة بيانات برودواي على الإنترنت (الإنجليزية)
- لويجي بيرانديلو على موقع قاعدة بيانات الأفلام السويدية (السويدية)
- لويجي بيرانديلو على موقع إن إن دي بي (الإنجليزية)
- لويجي بيرانديلو على موقع ديسكوغز (الإنجليزية)
- لويجي بيرانديلو على موقع قاعدة بيانات الفيلم (الإنجليزية)